# Стохастичне охолодження
Стохастичне охолодження — метод охолодження пучків заряджених частинок у прискорювачах. Метод, запропонований ван дер Мером 1968 року, вперше застосовано для охолодження протонів у кільці ISR у Міжнародному центрі ЦЕРН 1975 року. 1984 року винахід відзначено Нобелівською премією з фізики, присудженою ван дер Меру (спільно з Карло Руббіа).

## Принцип дії
Принцип дії найпростіше зрозуміти на русі однієї частинки. Охолодженням називається скорочення поперечних компонент імпульсу. Якщо частинка має ненульовий поперечний імпульс, вона здійснює бетатронні коливання у фокусувальній структурі синхротрона. Вимірявши відхилення частинки від рівноважної орбіти чутливим датчиком (пікапом), можна, посиливши сигнал, подати його на вхід швидкого імпульсного елемента (кікера), який погасить коливання. Необхідно, щоб сигнал приходив до кікера одночасно з пучком частинок, тобто, через затримки в підсилювачі, для релятивістських частинок шлях для сигналу повинен бути коротшим від шляху вздовж орбіти. Також необхідно, щоб між пікапом і кікером укладалося непарне число чвертей бетатронних коливань.
Реальний пучок складається з безлічі (106−1013) частинок. Однак, маючи достатньо широкосмуговий підсилювач, можна відстежувати флуктуації координати центру ваги вздовж пучка. Якщо пучок не згрупований, є перемішування частинок у поздовжньому напрямку, що робить охолодження ефективним протягом багатьох оборотів. Донині спроби стохастичного охолодження згрупованого пучка не були успішними.

## Поздовжнє охолодження
Поздовжнє охолодження (скорочення розкиду поздовжніх імпульсів) також можливе. Для цього використовується так званий пікап Палмера, тобто датчик, розташований у точці, де велика дисперсійна функція. Це дозволяє виміряти відхилення частинок за імпульсом і передати сигнал на структуру, що прискорює або уповільнює частинки.

## Застосування
У Росії вперше стохастичне охолодження було застосовано 2013 року в ОІЯД на прискорювачі Нуклотрон.